# Semicossyphus pulcher
Semicossyphus pulcher är en fiskart som först beskrevs av William Orville Ayres, 1854.  Semicossyphus pulcher ingår i släktet Semicossyphus, och familjen läppfiskar. IUCN kategoriserar arten globalt som sårbar. Inga underarter finns listade.